# Josep Pesaña Pinyol
Josep Pesaña Pinyol (Reus, 1829 - ? segle XX) va ser un inventor català.
Va idear l'Ave Buque (Au Buc), que va presentar a Madrid en 1861, on va demanar la patent per construir un aparell per navegar per l'aire controlant el rumb. Pesaña anà també a Barcelona a donar a conèixer el projecte, que a finals d'any ja tenia oberta una subscripció per a construir l'Ave Buque. No se'n va sortir, però va tornar a intentar tirar endavant l'invent. En 1863, va començar a construir a Madrid, a l'esquerra de Puerta de Toledo l'Ave Buque Pesaña, un globus aerostàtic en forma d'ocell, format per un cilindre amb dos cons als extrems. Al con posterior porta una cua que li serveix per a girar, i del cilindre surten dues ales que es poden dirigir mitjançant unes palanques. L'aparell s'eleva amb gas hidrogen.
El 1874 era a Luzon, Filipines, on va demanar autorització per a establir una granja-model per l'explotació de cafè i cacau. Volia establir una institució model segons la idea de les granges agrícoles franceses. A la instància presentada per demanar el permís argumentava que en aquella illa es podien cultivar de manera fàcil tota classe de productes, especialment cafè, canya dolça i tabac, i demanava establir una «granja-model» on la gent del país rebria la formació necessària per conrear aquells productes i exportar els de millor qualitat a la península i a Europa. Demanava també una subvenció que li va ser concedida, i va crear amb un soci, Bernardo García Coterón, la sociatat «Coterón i Compañia». La granja experimental s'anomenava «Granja Modelo de Luzón», tenia 300 hectàrees i estava instal·lada al poble de San Isidro. L'any 1881 es va crear la Comisión Agronómica e Filipinas, que es va fer càrrec de les instal·lacions, i va traslladar tot el complex  als peus del mont Arayat, on disposava de 900 hectàrees de terreny. La reina Maria Cristina va dictar un estatut de govern l'any 1886 on equipava la granja amb escoles i edificis pel personal, corrals per als animals, un enginy sucrer, una destil·leria d'alcohol i un observatori meteorològic. L'escola oferia dos programes: un que durava tres anys donava un títol equivalent a pèrit agrícola, i l'altre formava als capatassos agrícoles i supervisors de bestiar. Els que obtenien el títol podien exercir tant a Filipines com a l'estat espanyol. La societat agrícola va anar evolucionant i a partir de l'any 2013 es va convertir en la Pampanga State Agricultural University (PSAU), un centre universitari referent a Filipines, on es manté la memòria de Josep Pesaña.
El 1883 va inventar el «Patopiñol», un vaixell insubmergible i submergible a voluntat. Tampoc es va arribar a portar a la pràctica. El 1884 va aconseguir una patent per tal d'amortir els xocs frontals en les màquines de tren.

## Publicacions
- Breves apuntes sobre la navegación aérea con rumbo fijo. Madrid: Imprenta de Juan Antonio García, 1861.[9]